# Clúster de genes
Un clúster de genes es un grupo de dos o más genes en el ADN de un organismo, los cuales codifican para polipéptidos o proteínas similares, se localizan en loci específicos de miles de pares de bases de extensión, y comparten una función biológica generalizada. La extensión de los clústeres de genes puede variar significativamente, de unos cuantos genes a varios centenares.
Las porciones de la secuencia de ADN de cada gen dentro de un clúster son idénticas; aun así, la proteína resultante de cada gen es distintiva de la proteína resultante de otro gen dentro del grupo. Los genes encontrados en un clúster pueden ser observados cerca de otro en el mismo cromosoma o en uno diferente, pero en cromosomas homólogos. Un ejemplo de un grupo de gen es el gen Hox, el cual está hecho de ocho genes y es parte de la familia de genes Homeobox.

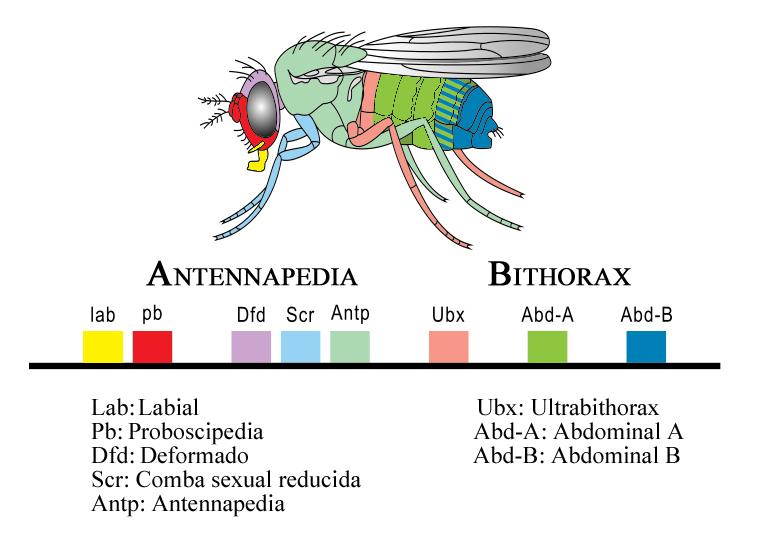
Los genes Hox han sido observados entre varios filos. Ocho genes conforman el gen Hox Drosophila. El número de genes Hox puede variar entre organismos, pero los genes Hox en conjunto hacen la familia Homeobox.

## Formación
Históricamente, cuatro modelos han sido propuestos para la formación y persistencia de los clústeres de genes.

### Duplicación de genes y divergencia
Este modelo ha sido generalmente aceptado desde mediados de los 1970s. Este postula que los clústeres estuvieron formados a raíz de la duplicación de genes y de la divergencia de éstos. Estos clústeres incluyen el clúster Hox, el clúster de β-globina humana, y cuatro clústeres de la hormona de crecimiento humana.
Los clústeres de genes conservados, tales como el Hox y el clúster de β-globina humana, pudieron haber sido formados como resultado del proceso de la duplicación de genes y de la divergencia. Un gen es duplicado durante la división celular, por lo que sus descendientes tienen dos copias del gen donde éste tenía una copia inicialmente, que codifica para la misma proteína o, de otra manera, con la misma función. En el curso de la evolución posterior, éstos divergen, por lo que los productos para los que éstos codifican tienen funciones diferentes, pero a la vez relacionadas, con los genes que todavía son adyacentes en el cromosoma. Susumu Ohno teorizó de que el origen de nuevos genes durante la evolución depende de la duplicación de genes. Si sólo existía una sola copia de un gen en el genoma de una especie, las proteínas codificadas a partir de este gen tendrían que ser esenciales para su supervivencia. Debido a que había sólo una única copia del gen, éstos no podían sufrir mutaciones que potencialmente podrían resultar en nuevos genes; sin embargo, la duplicación de genes le permite a los genes esenciales someterse a las mutaciones en la copia duplicada, que en última instancia dan lugar a nuevos genes en el curso de la evolución. Las mutaciones en la copia duplicada eran tolerados porque la copia original contenida la información genética para la esencial función del gen. Las especies que tienen clústeres de genes tienen una ventaja evolutiva debido a que se mantienen los genes juntos mediante selección natural. Durante un corto período de tiempo, la nueva información genética exhibida por el duplicado del gen esencial no habría tenido una ventaja práctica; sin embargo, durante un largo período evolutivo de tiempo, la información genética en la copia duplicada pudo someterse a mutaciones drásticas en las cuales las proteínas del gen duplicado desempeñaron un papel diferente a las del gen esencial original. A lo largo del período evolutivo, los dos genes similares fueron divergiendo de modo que las proteínas de cada gen fueron únicas en sus funciones. Los clústeres Hox, que van en varios tamaños, se encuentran en varios filos.

#### Clúster Hox
Cuando la duplicación de genes sucede para producir un clúster (grupo de genes), uno o varios genes pueden ser duplicados a la vez. En el caso del gen Hox, un ancestro común del clúster ProtoHox se duplicó, lo que resultó en clústeres génicos en el gen Hox así como para el gen ParaHox, la evolución del complejo hermano del gen Hox. Se desconoce el número exacto de genes contenidos en el duplicado del clúster Protohox; sin embargo, existen modelos que sugieren que la duplicación del clúster Protohox originalmente contenía cuatro, tres o dos genes.
En el caso de que un clúster de genes haya sufrido una duplicación, algunos genes pudieron perderse. La pérdida de genes es dependiente del número de genes originales en el clúster. En el modelo de cuatro genes, el clúster ProtoHox contenía cuatro genes que fueron traducidos en dos grupos: el clúster Hox y el clúster ParaHox. Como su nombre lo indica, los dos genes del modelo dieron lugar al clúster Hox y al clúster ParaHox como un resultado del clúster ProtoHox, que contenía sólo dos genes. El modelo de tres genes fue propuesto originalmente en conjunto con el modelo de cuatro genes; sin embargo, más que el clúster Hox y el clúster ParaHox resultante de un clúster que contiene tres genes, el clúster Hox y el clúster ParaHox surgieron como resultado de una única duplicación Tándem de genes (genes idénticos que se encuentran adyacentes en el mismo cromosoma). Esto fue independiente de la duplicación del clúster ancestral ProtoHox.

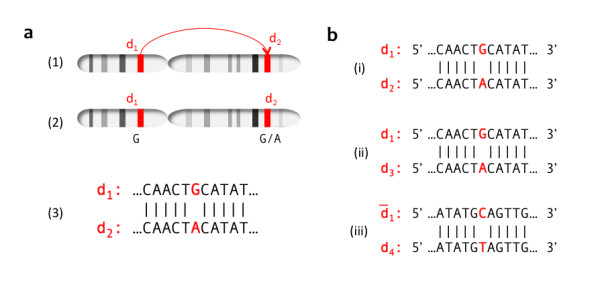
La duplicación intracromosomal es la duplicación de genes dentro del mismo cromosoma a lo largo del proceso evolutivo (a-1). Las mutaciones pueden ocurrir en la copia duplicada, tal como la observada con la sustitución de Guanina con Adenina (a-2). El alineamiento de las secuencias de ADN exhibió homología entre los dos cromosomas (a-3). Todos los segmentos fueron duplicados desde la misma secuencia de ADN ancestral, tal como se observó en las comparaciones en b(i-iii).

#### Duplicación cis vs. trans
La duplicación de genes puede ocurrir mediante la duplicación cis o la duplicación trans. La duplicación cis (o duplicación intracromosomal) implica la duplicación de genes dentro del mismo cromosoma, mientras que la duplicación trans (o duplicación intercromosomal) consiste en la duplicación de genes en cromosomas vecinos pero separados. Las formaciones de los clústeres Hox y ParaHox, resultó de una duplicación intracromosomal, a pesar de que se creía que eran intercromosomales.

### Modelo Fisher
El modelo Fisher fue propuesto en 1930 por Ronald Fisher. En el modelo Fisher, los clústeres de genes son resultado de dos alelos que trabajaban bien uno con el otro. En otras palabras, los clústeres pudieron mostrar coadaptación. El modelo Fisher fue considerado improbable y después rechazado como una explicación para la formación de clústeres de genes.

### Modelo de Corregulación
Bajo el modelo de correlación, los genes son organizados en clústeres, cada uno consistente de un solo promotor y un clúster de secuencias codificantes, las cuales son, por lo tanto, correguladas, mostrando expresión de genes (expresión génica) coordinados. La expresión de genes coordinada fue alguna vez considerada el mecanismo más común para conducir a la formación de clústeres de genes. Sin embargo, la corregulación, y así la expresión coordinada de genes, no puede conducir a la formación de clústeres de genes.

### Modelo de la Molaridad
El Modelo de la Molaridad considera las restricciones del tamaño de la célula. La transcripción y la traducción conjunta de genes es beneficiosa para la célula. Así la formación de clústeres de genes genera una alta concentración local de productos citoplasmáticos de proteínas. La segregación espacial de productos de proteínas ha sido observada en bacterias; sin embargo, el Modelo de la Molaridad no considera la cotranscripción o la distribución de genes entrados dentro de un operón.

## Clústeres de genes vs. disposiciones Tándem

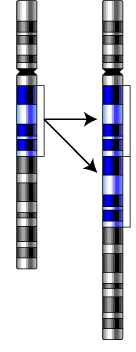
La duplicación Tándem es el proceso en el cual un gen es duplicado y la copia resultante es encontrada adyacente al gen original. Los genes dispuestos de la manera Tándem son formados como resultado de duplicaciones Tándem.

Los genes repetidos pueden ocurrir en dos patrones principales: los clústeres de genes y repeticiones Tándem, o formalmente llamados genes dispuestos de la manera Tándem. A pesar de ser similares, los clústeres de genes y las disposiones Tándem pueden ser distinguidos uno del otro. 

### Clústeres de Genes
Los clústeres de genes se encuentran cerca de otros cuando están en los mismos cromosomas Ellos están dispersos de manera aleatoria; sin embargo, los clústeres de genes están normalmente contenidos, en su mayoría, a unos cuantos miles de bases de distancia de los otros. La distancia entre cada clúster puede variar. El ADN encontrado entre cada gen repetido en el clúster es no conservada. Se ha encontrado que las porciones de la secuencia de ADN de un gen son idénticas en genes contenidos un clúster. La conversión de genes es el único método en el cual los clústeres pueden homogeneizarse. A pesar de que el tamaño de un clúster puede variar, este raramente comprime más de 50 genes, haciendo a los clústeres estables en su número. Los clústeres de genes cambian a través de largos períodos evolutivos de tiempo, los cuales no resultan en complejidad genética.

### Disposiciones Tándem
Las disposiciones Tándem son un grupo de genes con una misma, o similar, función los cuales están repetidos consecutivamente sin espacio entre cada gen. Los genes están organizados en la misma orientación. A diferencia de los clústeres, se ha encontrado que los genes dispuestos en Tándem consisten de repeticiones idénticas y consecutivas, separadas solo por regiones de espacios no transcritos. Mientras que los genes contenidos un clúster codifican para proteínas similares, los genes dispuestos en Tándem codifican para proteínas idénticas y RNAs funcionales. La recombinación inequitativa, la cual cambia el número de repeticiones mediante la colocación de genes duplicados junto al gen original. A diferencia de los clústeres, los genes dispuestos en Tándem rápidamente cambian para responder a las necesidad del ambiente, causando un incremento en la complejidad genética .
La conversión de genes le permite a los genes dispuestos en Tándem volverse homogéneos o idénticos. La conversión de genes puede ser alélica o ectópica. La conversión alélica de genes ocurre cuando un alelo de un gen es convertida a otro alelo como resultado de un desajuste en el emparejado de bases durante la recombinación homóloga de la meiosis. La conversión ectópica de genes ocurre cuando una secuencia homóloga de ADN es reemplazada por otra. La conversión ectópica de genes es la fuerza conductora para la evolución concertada (o coevolución) de familias génicas.
Los genes dispuestos en Tándem son esenciales para mantener familias génicas grandes, tales como el ARN ribosomal. En el genoma eucarionte, los genes dispuestos en Tándem componen al ARN ribosomal. Los ARNr repetidos en Tándem son esenciales para mantener el ARN transcrito. Un gen de ARN podría no ser capaz de proveer una suficiente cantidad de RNA. En esta situación, las repeticiones Tándem de los genes permiten proveer una suficiente cantidad de ARN. Por ejemplo, las células embrionarias humanas contienen de 5 a 10 millones de ribosomas y duplican su número en 24 horas. Con el fin de proveer una cantidad sustantiva de ribosomas, múltiples ARN polimerasas deben transcribir múltiples genes ARNr consecutivamente.